# Schaats

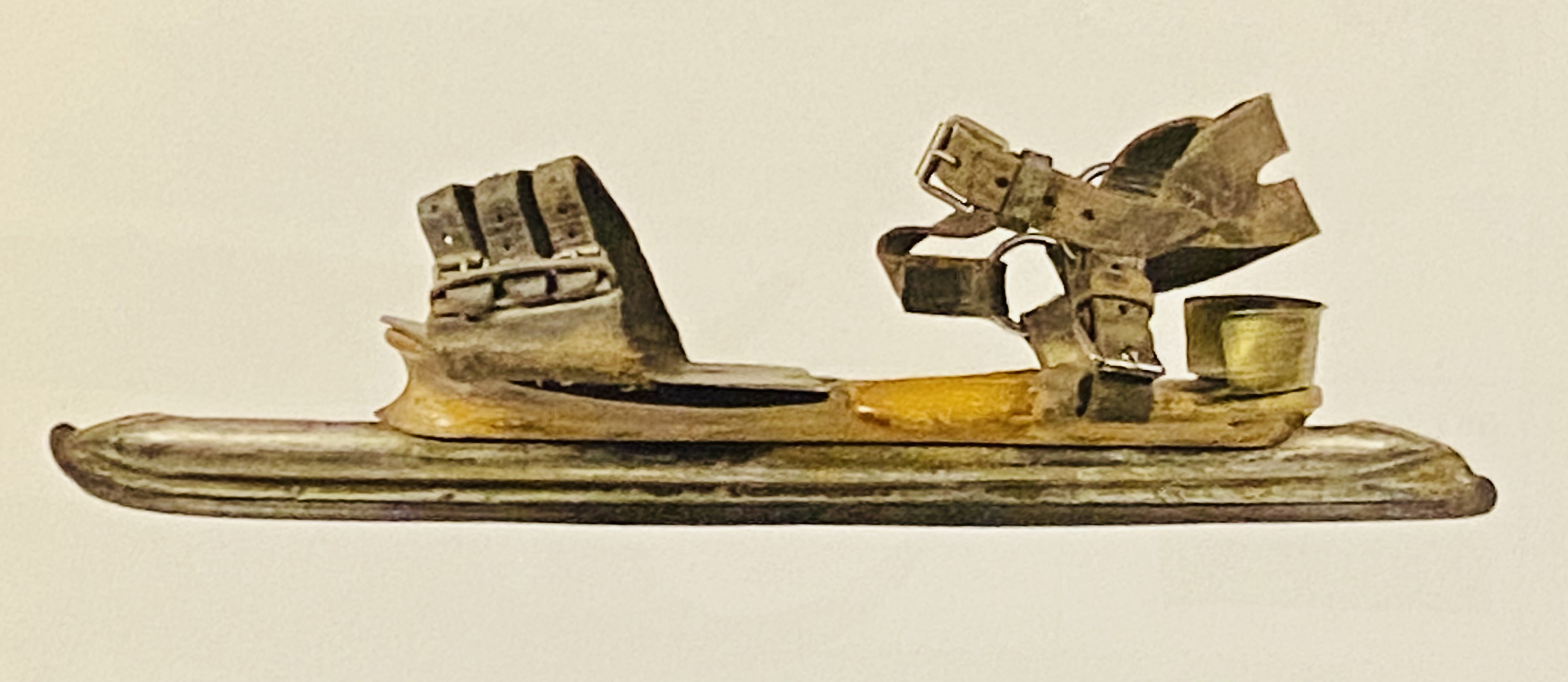
De Rodenhuis-Kingma-schaats uit 1896, vervaardigd in de Zwolse stoom schaatsenfabriek 'Hercules' van Henri Gorter

Een schaats is een ijzer dat onder de schoenen wordt gebonden of aan de schoenen is vastgemaakt, om zich daarmee over het ijs te verplaatsen, schaatsen genaamd. In noordoost Nederland spreekt men van scheuvels en scheuvelen.

## Glissers

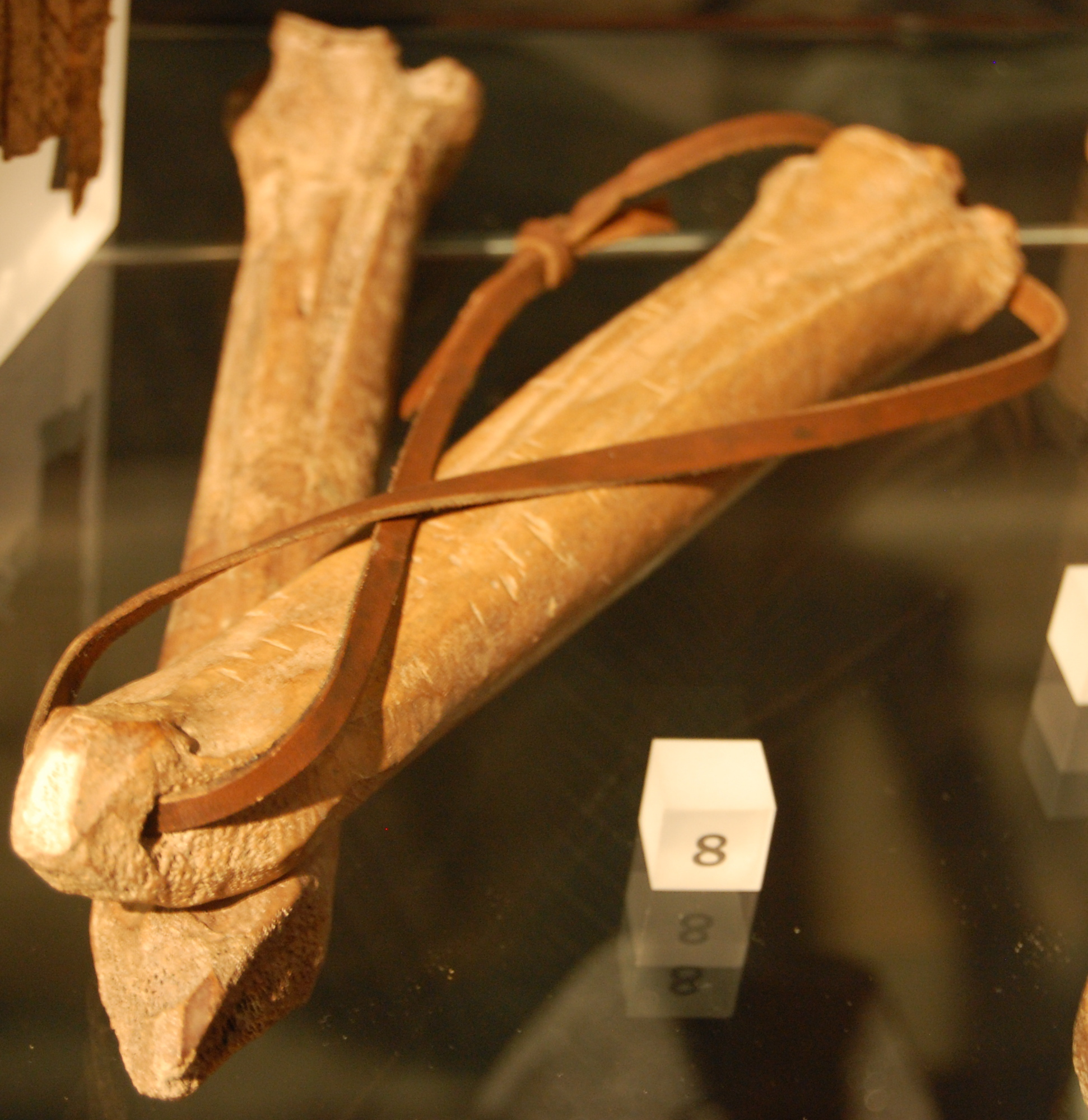
Glissers

Uit archeologische vondsten is gebleken dat er al in de oertijd werd 'geschaatst'. Het was toen nog vooral een kwestie van glijden. De allereerste schaatsen worden daarom glissers genoemd; glis, is een rib of een middenvoetsbeen van een rund, paard of hert. De glissers werden voorzien van gaten en met pezen of palingvellen aan de voet bevestigd. Om het afzetten op het ijs te vergemakkelijken, werd vaak gebruikgemaakt van één of twee stokken. Later werden ook prikstokken als hulpmiddel ingezet. Glissers of botschaatsen zijn door heel Europa teruggevonden. In Nederland zijn ze waarschijnlijk vooral gebruikt tussen 800 en 1200.

## Glij-ijzers
De glisser werd in de loop van de eeuwen steeds meer vervangen door een houten stapel (dat wil zeggen een houten plateau waarop de bestaande schoen kon worden gebonden) met ijzeren glij-ijzer. Archeologisch bewijs gaat zo ver terug als ca. 1225. Op middeleeuwse prenten en schilderijen zijn ze terug te vinden. Voorbeeld hiervan is de houtgravure "De val op het ijs van de heilige Lidwina van Schiedam" van Johannes Brugman uit 1498.

## Hollandse en Friese schaatsen

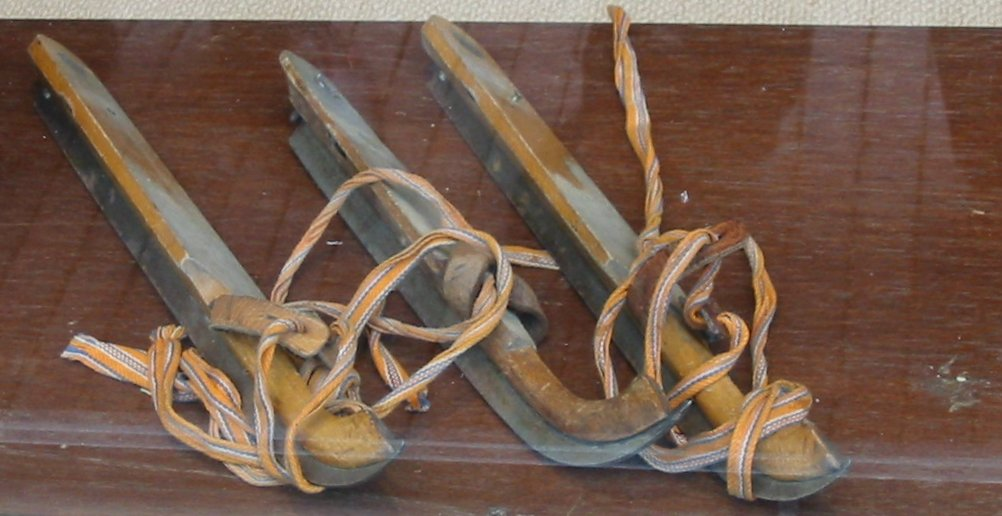
Friese schaatsen. Houten schaatsen zonder aangemonteerde schoen die onder de voeten werden gebonden

In de 19e eeuw kende men drie hoofdtypen schaatsen: de Hollandse krulschaats, de Zuid-Hollandse baanschaats en de Friese schaats. De beide Hollandse schaatstypen werden vooral gebruikt om te zwieren over het ijs (het latere kunstschaatsen). Deze schaatsen hadden veelal een sierlijke krul aan de voorzijde. Bij de Friese schaats draaide het om snelheid. Deze schaats had een hoge hals van hout. De voetstapel (het deel van de schaats waar de voetzool op rust) was bij de Friese schaats recht van vorm, terwijl deze bij de Hollandse schaats de vorm van een acht had.

## Friese doorlopers
De Friese schaats uit de 19e eeuw met een hoge hals en een scherpe punt was niet geheel zonder gevaar. Op Duitse ijsbanen werd de Friese schaats daarom verboden. Als reactie hierop werd de hals voorzien van een sierlijk en ongevaarlijk eikeltje. Naast deze aanpassing, werd de schaats in de loop van de tijd steeds langer. De grootste verbetering was echter het verlengen van het schaatsijzer onder de hak. Zo werd rond 1875 de Friese doorloper geboren, een schaats met een grotere stabiliteit waarmee men een langere slag kon maken. De schaats stond te boek als deugdelijk en snel en was daarom vooral bij korte-baanschaatsers erg populair. Rond de Tweede Wereldoorlog was dit type schaats tot ver buiten Friesland doorgedrongen.

## Soorten schaatsen[4]
- Friese doorloper
- Heulenaar
- Fen runners
- Glijijzertjes (kinderschaats)
- Klapschaats
- Duoschaats
- Kunstrijschaats
- Noren

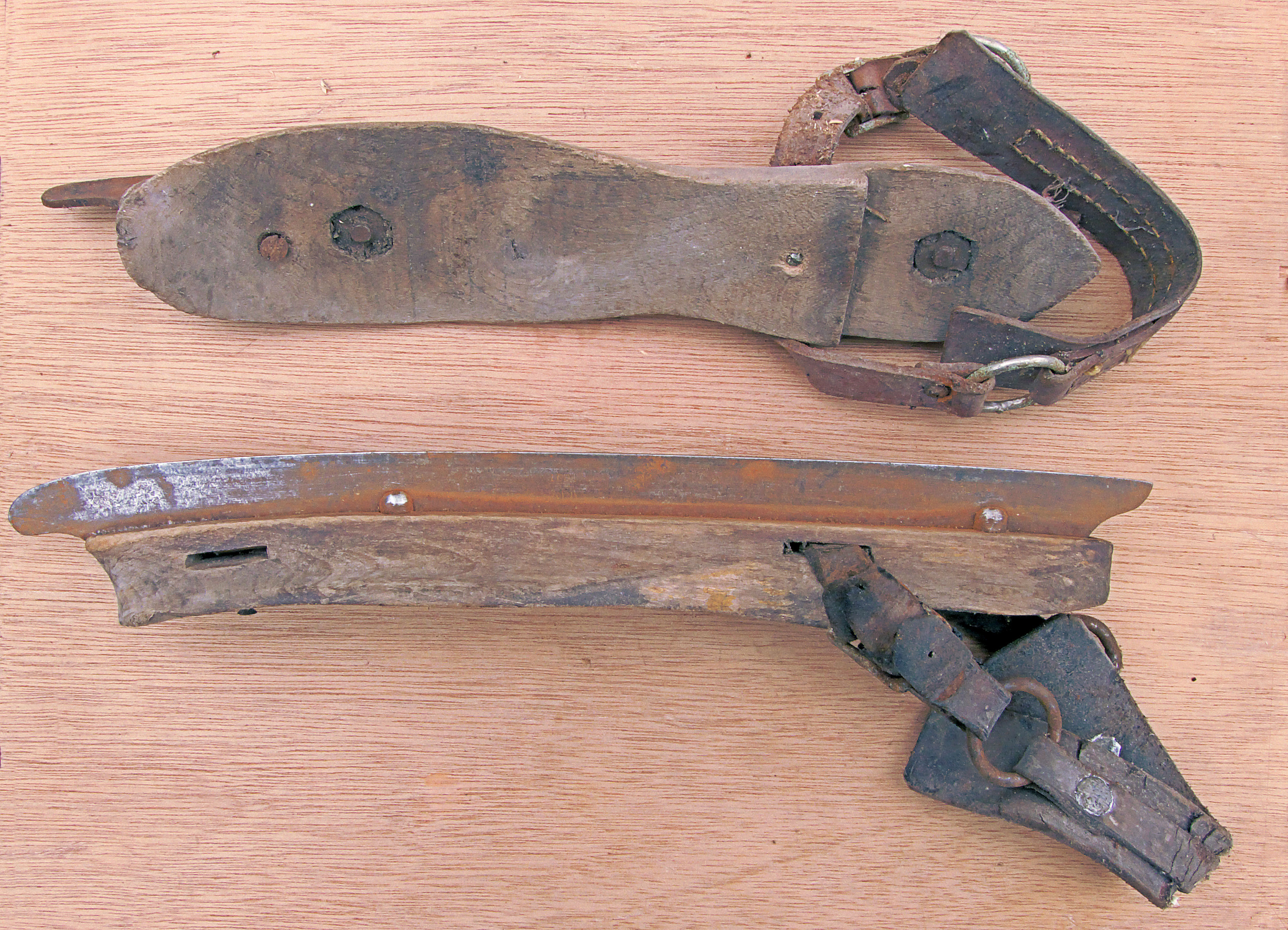
Rondrijschaatsen

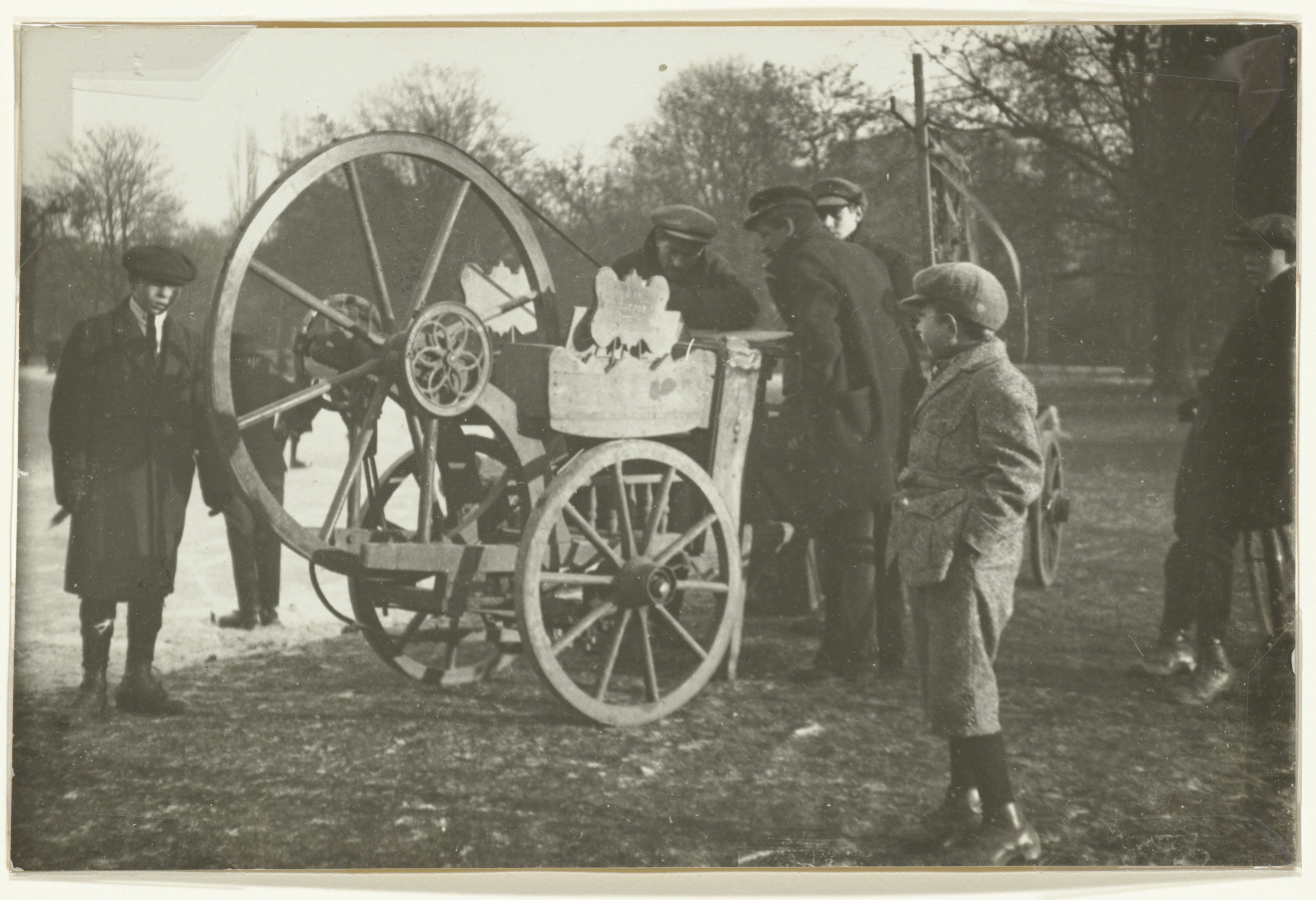
Schaatsenslijper

- Rondrijschaats (voorloper van kunstrijschaats)
- IJshockeyschaats

## Verwante onderwerpen
- Schaatsen
- Ontwikkeling van de schaatssport
- Lijst van schaatsers (o.a. bekende schaatsers uit binnen- en buitenland)
- Lijst van schaatsbanen
- Schaatstechniek
- IJsmeester
- IJskwaliteit